# Serghei Spivac
 (juillet 2023).
La mise en forme du texte ne suit pas les recommandations de Wikipédia : il faut le « wikifier ».
Les points d'amélioration suivants sont les cas les plus fréquents. Le détail des points à revoir est peut-être précisé sur la page de discussion.
- Les titres sont pré-formatés par le logiciel. Ils ne sont ni en capitales, ni en gras.
- Le texte ne doit pas être écrit en capitales (les noms de famille non plus), ni en gras, ni en italique, ni en « petit »…
- Le gras n'est utilisé que pour surligner le titre de l'article dans l'introduction, une seule fois.
- L'italique est rarement utilisé : mots en langue étrangère, titres d'œuvres, noms de bateaux, etc.
- Les citations ne sont pas en italique mais en corps de texte normal. Elles sont entourées par des guillemets français : « et ».
- Les listes à puces sont à éviter, des paragraphes rédigés étant largement préférés. Les tableaux sont à réserver à la présentation de données structurées (résultats, etc.).
- Les appels de note de bas de page (petits chiffres en exposant, introduits par l'outil «  Source ») sont à placer entre la fin de phrase et le point final[comme ça].
- Les liens internes (vers d'autres articles de Wikipédia) sont à choisir avec parcimonie. Créez des liens vers des articles approfondissant le sujet. Les termes génériques sans rapport avec le sujet sont à éviter, ainsi que les répétitions de liens vers un même terme.
- Les liens externes sont à placer uniquement dans une section « Liens externes », à la fin de l'article. Ces liens sont à choisir avec parcimonie suivant les règles définies. Si un lien sert de source à l'article, son insertion dans le texte est à faire par les notes de bas de page.
- La présentation des références doit suivre les conventions bibliographiques. Il est recommandé d'utiliser les modèles {{Ouvrage}}, {{Chapitre}}, {{Article}}, {{Lien web}} et/ou {{Bibliographie}}. Le mode d'édition visuel peut mettre en forme automatiquement les références.
- Insérer une infobox (cadre d'informations à droite) n'est pas obligatoire pour parachever la mise en page.

Pour une aide détaillée, merci de consulter Aide:Wikification.
Si vous pensez que ces points ont été résolus, vous pouvez retirer ce bandeau et améliorer la mise en forme d'un autre article.
 (juillet 2023).
Si vous disposez d'ouvrages ou d'articles de référence ou si vous connaissez des sites web de qualité traitant du thème abordé ici, merci de compléter l'article en donnant les références utiles à sa vérifiabilité et en les liant à la section « Notes et références ».
Serghei Spivac, né le 24 janvier 1995 en Moldavie, est un pratiquant moldave d'arts martiaux mixtes (MMA). En 2023, il est actuellement classé 8 dans le classement poids-lourds de l’UFC,.

## Biographie

### Carrière en arts martiaux mixtes
Serghei Spivac a fait ses débuts en MMA en septembre 2014 avec la promotion ukrainienne Real Fight Promotion, à 19 ans. Il a affronté Andrey Serebrianikov comme premier adversaire. Il a remporté le combat à la dernière minute du premier tour, par TKO.
Son deuxième combat a eu lieu avec les Championnats du monde de combat des guerriers basés en Ukraine, à la WWFC Ukraine Selection 1, où il a affronté Evgeniy Bova dans l'événement principal. Spivac a remporté le combat au premier tour grâce à un kimura.
Son deuxième combat avec les World Warriors Fighting Championships a eu lieu lors de la WWFC: Ukraine Selection 4, dans l'événement principal. Son adversaire était Yuri Gorbenko, qu'il a vaincu au premier tour grâce à un brassard.
Spivac combattra alors contre Dimitriy Mikutsa, sous l'organisation N1 Pro. Spivac a soumis Mikutsa à travers un brassard lors de la dernière minute du deuxième tour.
Sous la bannière Eagles Fighting Championship, Spivac a affronté Artem Cherkov. Spivac le battrait au premier tour, au moyen d'un coup de tête.
Après une mise à pied d'un an, Spivac reviendrait aux championnats du monde de combat des guerriers. Son premier adversaire était Luke Morton, qu'il a battu par KO. Lors de son prochain combat, Spivac s'est battu contre le vétéran du MMA Travis Fulton pour le championnat WWFC Heavyweight vacant, un combat qu'il a remporté au premier tour par un étranglement arrière nu. Il défendra le titre 10 mois plus tard contre le combattant croate Ivo Cuk, remportant le combat au premier tour par TKO. Son dernier combat avec WWFC était sa dernière défense de titre, cinq mois après son combat avec Cuk, contre Tony Lopez. Il a battu Lopez dans la dernière minute du premier tour.

#### Ultimate Fighting Championship
Spivac a fait ses débuts à l'UFC lors de l'UFC Fight Night 151, à 23 ans, contre Walt Harris, en remplacement d'Alexey Oleynik. Il a subi la première perte professionnelle de sa carrière. Harris a poussé Serghei jusqu'à la cage, l'a étourdi avec une ligne droite gauche et l'a laissé tomber au sol avec un barrage de genoux. Après une série de frappes au sol, l'arbitre a accordé une victoire à Harris, après 50 secondes, par TKO.
Cinq mois plus tard, Spivac s'est battu contre Tai Tuivasa à l' UFC 243 . Spivac commencerait le combat en se méfiant du pouvoir de Tuivasa. Spivac a été abandonné une fois au premier tour par un coup de pied dans la jambe. Spivac a alors commencé à attraper les coups de pied de jambe de Tuivasa et a abattu l'Australien. Chaque fois que l'Australien revenait sur ses pieds, Spivac poursuivait les démontages. Le combat s'est terminé à la quatrième minute du deuxième tour, Spivac a abattu Tuivasa pour la 7e fois du combat. Il a pu obtenir la monture et après plusieurs coups de poing et coudes durs, il a pu obtenir un étranglement en triangle de bras, ce qui lui a valu sa première victoire à l'UFC.
Spivac a affronté Marcin Tybura le 29 février 2020 à l'UFC Fight Night 169. Il a perdu le combat par décision unanime.
Spivac devait affronter Carlos Felipe le 9 mai 2020, lors de l'UFC 250. Cependant, le 9 avril, Dana White, le président de l'UFC a annoncé que cet événement était reporté à une date ultérieure. Finalement, le combat était prévu le 19 juillet. 2020, à l'UFC Fight Night 172. Il a remporté le combat par décision majoritaire.
Spivac devait affronter Tom Aspinall le 11 octobre 2020 à l' UFC Fight Night 179 . Cependant, Spivac s'est retiré du combat pour une raison non divulguée et il a été remplacé par le nouveau venu promotionnel Alan Baudot.
Spivac devait affronter Jared Vanderaa le 12 décembre 2020 à l'UFC 256. Cependant, Vanderaa a été testé positif au COVID-19 pendant la semaine de combat et a dû être retiré. La paire s'est finalement rencontrée le 20 février 2021 à l' UFC Fight Night 185 . Spivac a remporté le combat par KO technique au deuxième tour.
Spivac a affronté Alexey Oleynik le 19 juin 2021 à l'UFC sur ESPN 25. Il a remporté le combat par décision unanime.
Spivac a affronté Tom Aspinall, en remplacement de Sergei Pavlovich, le 4 septembre 2021, à l' UFC Fight Night 191 . Il a perdu le combat par KO technique au premier tour.
Spivac devait affronter Greg Hardy, en remplacement d'Aleksei Oleinik, le 22 janvier 2022, à l' UFC 270 . Cependant, juste une semaine avant l'événement, Hardy s'est retiré en raison d'une blessure au doigt et le combat a été retiré de l'événement. La paire a été déplacée vers l'UFC 272. Spivac a remporté le combat par KO technique au premier tour.
Spivac a affronté Augusto Sakai le 6 août 2022 à l'UFC sur ESPN 40. Il a remporté le combat par KO technique au deuxième tour.
Spivac devait affronter Derrick Lewis lors de l'événement principal de l' UFC Fight Night 215 le 19 novembre 2022. Cependant, Lewis a été contraint de se retirer de l'événement en raison d'une maladie non COVID et sans perte de poids et le combat a été annulé. La paire a été reportée à l' UFC Fight Night 218 le 4 février 2023. Spivac a remporté le combat via un étranglement bras-triangle au premier tour. Cette victoire a valu à Spivac son premier prix bonus Performance of the Night.
Spivac a affronté Ciryl Gane le 2 septembre 2023 à l'UFC sur ESPN : Gane contre Spivac. Il a perdu le combat par KO technique au 2e round

## Palmarès en arts martiaux mixtes
| 23 combats     | 17 victoires | 6 défaites |
| Par KO         | 7            | 4          |
| Par soumission | 8            | 0          |
| Sur décision   | 2            | 2          |

| Résultat | Record | Adversaire          | Méthode                                       | Événement                                   | Date             | Round | Temps | Lieu                              | Notes                     |
| -------- | ------ | ------------------- | --------------------------------------------- | ------------------------------------------- | ---------------- | ----- | ----- | --------------------------------- | ------------------------- |
| Défaite  | 17-6   | Waldo Cortes-Acosta | Décision (unanime)                            | UFC 316 : Dvalishvili contre O'Malley 2     | 7 juin 2025      | 3     | 5:00  | Newark, New Jersey, États-Unis    |                           |
| Défaite  | 17-5   | Jailton Almeida     | TKO (coups de poings)                         | UFC 311                                     | 18 janvier 2025  | 1     | 4:53  | Inglewood, Californie, États-Unis |                           |
| Victoire | 17-4   | Marcin Tybura       | Soumission (clé de bras)                      | UFC on ESPN: Tybura vs. Spivac 2            | 10 août 2024     | 1     | 1:44  | Las Vegas, Nevada, États-Unis     | Performance de la soirée. |
| Défaite  | 16-4   | Ciryl Gane          | TKO (coups de poing)                          | UFC Fight Night: Gane vs. Spivac            | 2 septembre 2023 | 2     | 3:44  | Paris, France                     |                           |
| Victoire | 16-3   | Derrick Lewis       | Soumission (étranglement bras-tête)           | UFC Fight Night: Lewis vs. Spivac           | 4 février 2023   | 1     | 3:05  | Las Vegas, Nevada, États-Unis     | Performance de la soirée. |
| Victoire | 15-3   | Augusto Sakai       | TKO (coups de poing)                          | UFC on ESPN: Santos vs. Hill                | 6 août 2022      | 2     | 3:42  | Las Vegas, Nevada, États-Unis     |                           |
| Victoire | 14-3   | Greg Hardy          | TKO (coups de poing)                          | UFC 272: Covington vs. Masvidal             | 5 mars 2022      | 1     | 2:16  | Las Vegas, Nevada, États-Unis     |                           |
| Défaite  | 13-3   | Tom Aspinall        | TKO (coups de coude et coups de poing)        | UFC Fight Night: Brunson vs. Till           | 4 septembre 2021 | 1     | 2:30  | Las Vegas, Nevada, États-Unis     |                           |
| Victoire | 13-2   | Aleksei Oleinik     | Décision unanime                              | UFC on ESPN: The Korean Zombie vs. Ige      | 19 juin 2021     | 3     | 5:00  | Las Vegas, Nevada, États-Unis     |                           |
| Victoire | 12-2   | Jared Vanderaa      | TKO (coups de poing)                          | UFC Fight Night: Blaydes vs. Lewis          | 20 février 2021  | 2     | 4:32  | Las Vegas, Nevada, États-Unis     |                           |
| Victoire | 11-2   | Carlos Felipe       | Décision majoritaire                          | UFC Fight Night: Figueiredo vs. Benavidez 2 | 19 juillet 2020  | 3     | 5:00  | Abou Dabi, Émirats arabes unis    |                           |
| Défaite  | 10-2   | Marcin Tybura       | Décision unanime                              | UFC Fight Night: Benavidez vs. Figueiredo   | 29 février 2020  | 3     | 5:00  | Nortfolk,Virginie, États-Unis     |                           |
| Victoire | 10-1   | Tai Tuivasa         | Soumission technique (étranglement bras-tête) | UFC 243                                     | 5 octobre 2019   | 2     | 3:14  | Melbourne, Australie              |                           |
| Défaite  | 9-1    | Walt Harris         | TKO (coups de poing)                          | UFC Fight Night: Iaquinta vs. Cowboy        | 4 mai 2019       | 1     | 0:50  | Ottawa, Canada                    |                           |